# 고쿠분지역
고쿠분지역(일본어: 国分寺駅)은 일본 도쿄도 고쿠분지시에 있는 철도역이다. 동일본 여객철도의 주오 본선(주오 쾌속선)과 세이부 철도 고쿠분지 선, 다마코 선 열차가 정차한다.
JR 특급은 통과를 하는 역이지만 예외로 공항특급열차인 나리타 익스프레스가 정차한다.

## 타는 곳
| ↑ 무사시코가네이           |
| 5 \| 4 3 \| 2 1\|          |
| 고이가쿠보, 니시코쿠분지 ↓ |

| 시종착역            |
| 7 \|                |
| 히토쓰바시 가쿠엔 ↓ |

### JR동일본
| 1 | ■ 주오 쾌속선 | 다치카와・하치오지・다카오・하이지마・오메 방면(대피선) |
| 2 | ■ 주오 쾌속선 | 다치카와・하치오지・다카오・하이지마・오메 방면         |
| 3 | ■ 주오 쾌속선 | 신주쿠・도쿄 방면                                       |
| 4 | ■ 주오 쾌속선 | 신주쿠・도쿄 방면（대피선）                             |

- 홀리데이 쾌속 오쿠타마 호 및 공항 특급 나리타 익스프레스 정차

### 세이부 철도
| 5 | ■ 고쿠분지 선 | 히가시무라야마・세이부엔・혼카와고에 방면 |
| 7 | ■ 다마코 선   | 하기야마・세이부 유원지 방면              |

- 5번 타는 곳은 고쿠분지 선 열차가 진입하고, 7번 타는 곳은 다마코 선 열차가 진입하는데 그 위치가 따로 떨어져 있다. 그 이유는 당시에 양쪽 노선의 운영을 서로 다른 회사가 했기 때문이다. 고쿠분지 선이 개통했을 때 그 노선의 운영회사는 가와고에 철도였고, 다마코 선이 개통했을 때 노선의 운영회사는 다마코 철도였다[1].

## 출구 정보
- 북쪽 출입구(北口)
  - 와세다 실업학교
  - 도쿄가쿠게이 대학
  - 문화여자대학
- 남쪽 출입구(南口)
  - 도쿄 경제대학
  - 도쿄 농공대학

## 역사
- 1889년 4월 11일 - 고부 철도의 역으로 영업 개시
- 1894년 12월 21일 - 가와고에 철도 (당시 세이부 철도 고쿠분지 선을 관할) 개통
- 1906년 10월 1일 - 국유화
- 1928년 4월 6일 - 다마코 철도(당시 세이부 철도 다마코 선을 관할) 개통
- 1988년 12월 1일 - JR 2면 4선 승강장 완공. 역사 신축
- 1989년 3월 - 역 구내에 백화점 마루이 입점(민자역사)
- 1990년 - 세이부 다마코 선 승강장 부설
- 1999년 12월 4일 - 동일본 여객철도 특급 나리타 익스프레스 정차.

## 사진

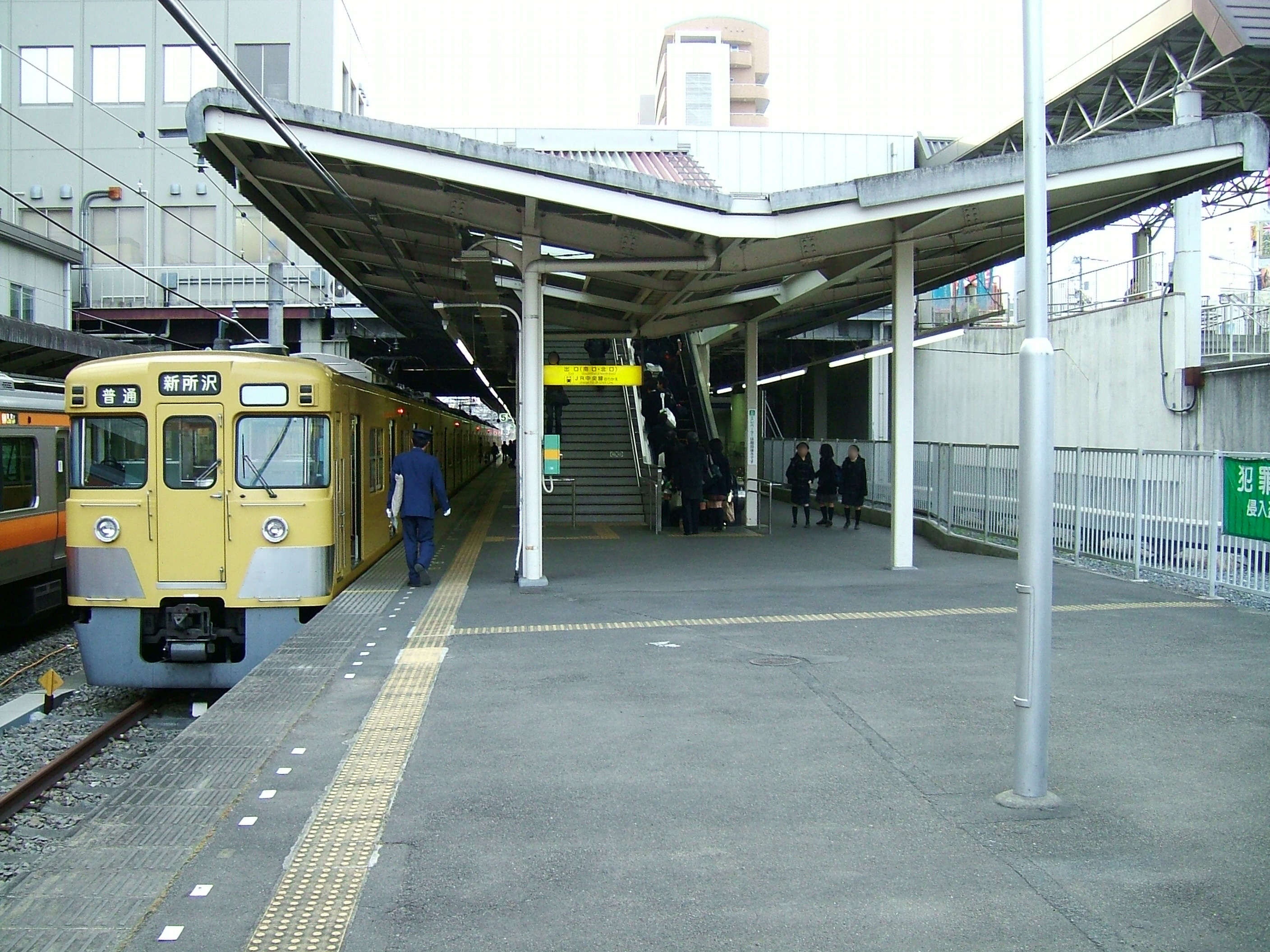
5번 승강장(고쿠분지 선)

## 인접역
| 동일본 여객철도 주오 본선      | 동일본 여객철도 주오 본선       | 동일본 여객철도 주오 본선           |
| ------------------------------ | ------------------------------- | ----------------------------------- |
| JC 05 신주쿠 도쿄 방면         | 주오 쾌속선 통근특쾌            | JC 19 다치카와 다카오 방면          |
| JC 12 미타카 도쿄 방면         | 주오 쾌속선 특별쾌속 · 통근쾌속 | JC 19 다치카와 다카오 방면          |
| JC 15 무사시코가네이 도쿄 방면 | 주오 쾌속선 쾌속                | JC 17 니시코쿠분지 다카오 방면      |
| 세이부 철도 고쿠분지 선        |                                 |                                     |
| 시·종착역                      | ■ 고쿠분지 선                   | 고이가쿠보 히가시무라야마 방면      |
| 세이부 철도 다마코 선          |                                 |                                     |
| 시·종착역                      | ■ 다마코 선                     | 히토쓰바시가쿠엔 세이부 유원지 방면 |